# Стоянов, Благовест
Бла́говест Ни́колов Стоя́нов (21 марта 1968, Асеновград) — болгарский гребец-каноист, выступал за сборную Болгарии на всём протяжении 1990-х годов. Бронзовый призёр летних Олимпийских игр в Барселоне, дважды бронзовый призёр чемпионатов мира, бронзовый призёр чемпионата Европы, победитель регат национального и международного значения.

## Биография
Благовест Стоянов родился 21 марта 1968 года в городе Асеновграде Пловдивской области. Активно заниматься греблей начал в раннем детстве, проходил подготовку в пловдивском спортивном клубе «Тракия».
Первого серьёзного успеха на взрослом международном уровне добился в 1992 году, когда попал в основной состав болгарской национальной сборной и благодаря череде удачных выступлений удостоился права защищать честь страны на летних Олимпийских играх в Барселоне. Выиграл здесь бронзовую награду в двойке с напарником Мартином Мариновым на пятистах метрах — в решающем заезде их обошли только экипажи из Германии и Объединённой команды бывших советских республик. Также участвовал в гонке двоек на тысяче метрах, став в финале шестым.
На чемпионате мира 1994 года в Мехико Стоянов добавил в послужной список ещё одну бронзовую медаль, занял второе место в двойках на полукилометровой дистанции, а год спустя на мировом первенстве в немецком Дуйсбурге повторил это достижение в двухсотметровой гонке двоек. Позже отправился представлять страну на Олимпиаде 1996 года в Атланте, тем не менее, попасть в число призёров уже не смог, с тем же Мариновым финишировал пятым на пятистах метрах и четвёртым на тысяче.
После двух Олимпиад Благовест Стоянов ещё в течение некоторого времени оставался в основном составе национальной сборной Болгарии и продолжал принимать участие в крупнейших международных регатах. Так, в 1997 году он выступил на домашнем чемпионате Европы в Пловдиве и выиграл бронзовую медаль в зачёте четырёхместных каноэ на дистанции 500 метров. Вскоре после этих соревнований принял решение завершить карьеру профессионального спортсмена, уступив место в сборной молодым болгарским гребцам.